# Скляров, Михаил Васильевич
Михаил Васильевич Скляров (1881 — не ранее 1919) — войсковой старшина 2-го Сунженско-Владикавказского полка, герой Первой мировой войны, участник Белого движения.

## Биография
Казак станицы Слепцовской Сунженского отдела Терской области.
Образование получил в Ярославской военной школе (1899). В 1902 году окончил Оренбургское казачье юнкерское училище, откуда выпущен был подхорунжим в 1-й Сунженско-Владикавказский полк Терского казачьего войска. Произведен в хорунжие 6 апреля 1903 года в тот же полк. Произведен в сотники 1 июня 1907 года, в подъесаулы — 5 октября 1910 года.
С началом Первой мировой войны переведен во 2-й Сунженско-Владикавказский полк. Удостоен ордена Св. Георгия 4-й степени
За то, что в бою 15-го октября 1914 года под мест. Богородчанами, будучи в чине подъесаула и командуя сотней, несмотря на сильный перекрестный ружейный огонь, бросился во главе своей сотни в шашки на противника и неся большие потери, изрубил около двух рот его и дальнейшим преследованием способствовал занятию м. Богородчаны своим полком.
Произведен в есаулы 6 мая 1916 года «за отличия в делах против неприятеля», в войсковые старшины — 12 октября 1917 года.
В 1918 году принимал участие в Терском восстании. В Гражданскую войну участвовал в Белом движении в составе Добровольческой армии и ВСЮР. С октября 1918 года состоял в Прохладненском отряде, с 10 мая 1919 года — в Терском учебном пулеметном батальоне. С 23 мая 1919 года произведен в полковники, с 7 ноября того же года назначен заведующим хором Терского казачьего войска.
Дальнейшая судьба неизвестна. Был женат на дочери отставного майора Ольге Николаевне Лебедевой (р. 1884), у них сын Александр.

## Награды
- Орден Святого Станислава 3-й ст. (ВП 6.05.1911)
- Орден Святого Владимира 4-й ст. с мечами и бантом (ВП 15.02.1915)
- Орден Святой Анны 3-й ст. с мечами и бантом (ВП 17.01.1916)
- Орден Святого Георгия 4-й ст. (ВП 3.01.1917)